# Tettiella katangana
Tettiella katangana är en insektsart som beskrevs av Günther, K. 1979. Tettiella katangana ingår i släktet Tettiella och familjen torngräshoppor. Inga underarter finns listade i Catalogue of Life.